# José Garibi Rivera
José Garibi y Rivera (30 de enero de 1889-27 de mayo de 1972) fue un religioso y Cardenal mexicano, Arzobispo de Guadalajara. Fue el primer Cardenal mexicano preconizado como tal.

## Biografía
Nació en la ciudad de Guadalajara el 30 de enero de 1889. Hijo de Miguel Garibi y Reyes y Joaquina Rivera Robles. Su abuelo paterno fue Manuel Garibi y Villaseñor, descendiente paterno del vizcaíno Domingo Garibi y Arteábaro, y materno del manchego Juan de Villaseñor. 
Estudió en el Seminario de Guadalajara y en el Convento Franciscano de Zapopan. Fue profesor en el Seminario de Guadalajara de 1911 a 1913. 
Estudió en Roma en la Pontificia Universidad Gregoriana y en el Colegio Pío Latinoamericano de  1913 a 1916 donde obtuvo el doctorado. 

### Sacerdocio
Fue ordenado sacerdote el 25 de febrero de 1912. Impulsó la construcción del Templo Expiatorio de Guadalajara. 

### Episcopado
Fue nombrado obispo auxiliar de Guadalajara el 16 de diciembre de 1929, obispo coadjutor de Guadalajara en 1934 y consagrado arzobispo de Guadalajara el 12 de agosto de 1936. 
En 1953 apoyó la creación de la Intendencia de Nueva Galicia de la Orden del Santo Sepulcro de Jerusalén.
Fue presidente de la Conferencia del Episcopado Mexicano.

### Cardenalato
Fue proclamado Cardenal en el consistorio del 15 de diciembre de 1958 por el Papa Juan XXIII.
Participó en el Cónclave de 1963 que eligió al Papa Pablo VI. Participó en el Concilio Vaticano II. Su renuncia como arzobispo de Guadalajara fue aceptada en 1969.

### Fallecimiento
Murió en Guadalajara el 27 de mayo de 1972 a la edad de 83 años.